# Gai Licini Ímbrex
Gai Licini Ímbrex (en llatí: Gaius Licinius Imbrex) va ser un comediògraf romà que esmentat per Aulus Gel·li i Pescenni Fest.
Només parlen expressament d'una de les seves obres, titulada Neaera. Volcaci Sedígit el situa en el quart lloc en la llista de poetes còmics llatins. Vossius considerava que podia ser la mateixa persona que Titus Livi anomena Licinius Tegula, perquè imbrex és una espècie de teula o tegula, però Livi li dona el nom de Publi en lloc de Gai.